# Habsburský absolutismus v českých zemích

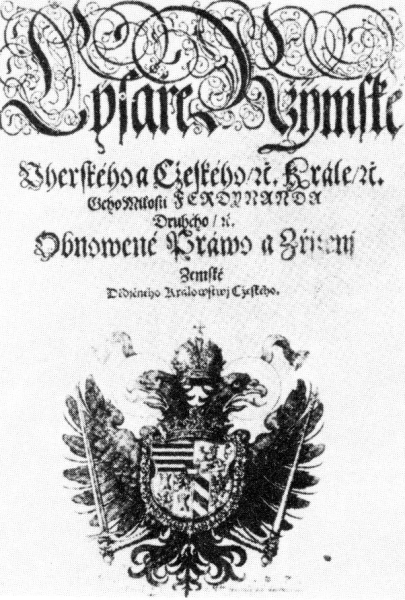
Obnovené zřízení zemské roku 1627 zavádělo absolutismus jako oficiální formu vlády

Jako habsburský absolutismus označujeme formu vlády habsburské a habsburská-lotrinské (od 1736) dynastie v českých zemích, která probíhala mezi lety 1627 a 1860. Vyznačuje se tím, že panovník ve svých rukách držel téměř neomezenou moc. Již první Habsburk na českém trůnu Ferdinand I. vykazoval sklony k absolutní vládě a jeho snahy se střetávaly se stavovskou opozicí. Tyto vzájemné neshody mezi českými stavy a habsburskými vladaři vyvrcholily stavovským povstáním roku 1618, které zároveň odstartovalo třicetiletou válku. Po jeho potlačení vydal Ferdinand III. Obnovené zřízení zemské, čímž byl absolutismus v českém prostředí oficiálně uzákoněn. Konec absolutismu pak znamenalo vydání Říjnového diplomu císařem Františkem Josefem v roce 1860.

## Postavení panovníka v českých zemích před zavedením absolutismu
Již za vlády Přemyslovců museli čeští králové brát ohled na zájmy, vliv a moc šlechty. Přílišná králova síla budila mezi aristokracií ostražitost a mohla vést i k otevřenému odboji. Příkladem může být odpor vedený proti Přemyslu Otakaru II. roku 1276. Po zavraždění Václava III. v roce 1306 v Olomouci to byla právě šlechta, která si zvolila za krále Jindřicha Korutanského (měl za manželku sestru Václava III. Annu). Po uzurpování trůnu Rudolfem Habsburským a jeho náhlé smrti na úplavici během válečného tažení to byla roku 1307 opět šlechta, která zvolila Jindřicha Korutanského podruhé. Tento slabý panovník nesplňoval to, co od něj česká šlechta očekávala, a proto čeští pánové a opati dojednali roku 1310 svatbu osmnáctileté Elišky Přemyslovny se čtrnáctiletým synem římského krále Jindřicha VII. Janem. Nový český král Jan Lucemburský pak byl donucen hned roku 1310 vydat Inaugurační diplom pro Čechy (1311 pro Moravu), ve kterém garantoval šlechtě její práva a svobody, ustanovoval, že úřady mohou vést pouze Češi apod. Česká šlechta si tak nechala zákonem posvětit své důležité postavení a podíl na moci. Jan se sice pokoušel od těchto slibů odklonit, našel však v české šlechtě mocného protivníka (Jindřich z Lipé) a po vlně nevolí a odporu byl nucen v roce 1318 vydat Domažlické úmluvy, kterými byl upevněn dualistický systém vlády panovníka a šlechty.
Po husitských válkách si stavové upevňovaly svoje postavení vůči králi. Po smrti Ladislava Pohrobka představovala volba Jiřího z Poděbrad roku 1458 první skutečně volbu českého panovníka bez ohledu na jakákoli předešla ujednání, příbuzenské vztahy a nebo dynastický původ. Po Jiřího smrti roku 1471 zvolili přívrženci jeho politické linie na trůn dle Jiřího přání Vladislava Jagellonského. Vláda Jagellonců v zemích Koruny české znamená vrchol stavovské moci v opozici proti panovníkovi. Zcela zřetelně se vyhranily čtyři stavy: vyšší šlechta (panstvo), nižší šlechta, královská města a duchovenstvo, z nichž se první tři podílely na politické moci a měly zastoupení na zemských sněmech. Šlechta využila liknavosti panovníka a roku 1500 prosadila vydání Vladislavského zřízení zemského, které výrazně posilovalo její postavení oproti městskému stavu. Systém stavovského stavu, který se za vlády Jagellonců dotvořil, znamenal utlumení panovníkova postavení a podílu na moci právě ve prospěch stavů. Ty rozhodovaly skrze zemské sněmy o otázkách vnitřní, zahraniční i finanční politiky.

## Nástup Habsburků na český trůn
Po smrti Ludvíka Jagellonského v roce 1526 hledala česká šlechta vhodného kandidáta na uprázdnění královský stolec. Z možných kandidátů přicházeli v potaz Zdeněk Lev z Rožmitálu, Vojtěch z Pernštejna, Friedrich Lehnický nebo Karel Münsterberský. Všichni čtyři byli vlivní a poměrně bohatí, ale ani jeden z nich si nemohl dovolit v případě zvolení zaplatit astronomický panovnický dluh 300 000 zlatých. Z tohoto důvodu padla volba na Habsburky, kteří již v té době mj. drželi císařskou korunu Svaté říše římské nebo vládli ve Španělsku. O český trůn se začal ucházet Ferdinand I. Habsburský, v jehož prospěch hovořilo několik faktorů: postavení jeho bratra Karla, který vládl právě v říši a Španělsku, držení Rakouska a ochota splatit okamžitě polovinu královského dluhu. Šlechta si nepřipouštěla již tehdy dobře známé sklony Habsburků k absolutní moci a nebo skutečnost, že jsou to oddaní katolíci (což se později promítlo v rekatolizaci českých zemí) a zvolila Ferdinanda králem.

## První pokusy o vytvoření centralizované monarchie
Ferdinand se sice zavázal dodržovat a respektovat tradiční postavení českých stavů, ale už od samotného počátku byl odhodlán budovat postupnými a pomalými kroky centralizovaný stát a posilovat panovnickou moc. Věděl přitom, že ve svém úsilí musí postupovat obezřetně a systematicky. Ve svých rukách držel vládu v celém středoevropském prostoru (od roku 1528 králem v Uhrách) a hodlal spolu s bratrem naplnit své sny o univerzalismu.
Jako král nevystupoval proti dosavadním stavovským institucím, čímž by riskoval nepřátelství stavů v době, kdy ještě neměl svou moc upevněnou. Místo toho se snažil tyto instituce opatrně obcházet a vytvářet nové orgány státní moci. Už v roce 1527 vstoupil v platnost jeho dvorský řád (Hofstaatsordnung). Tím vznikly nové úřady pod přímým vlivem panovníka: tajná rada, dvorská rada, dvorská kancelář a dvorská komora. Komoře přitom přímo podléhala česká komora, která hájila finanční zájmy Ferdinanda v českých zemích a dvorská kancelář mu umožňovala vydávat řadu úředních dokumentů. 

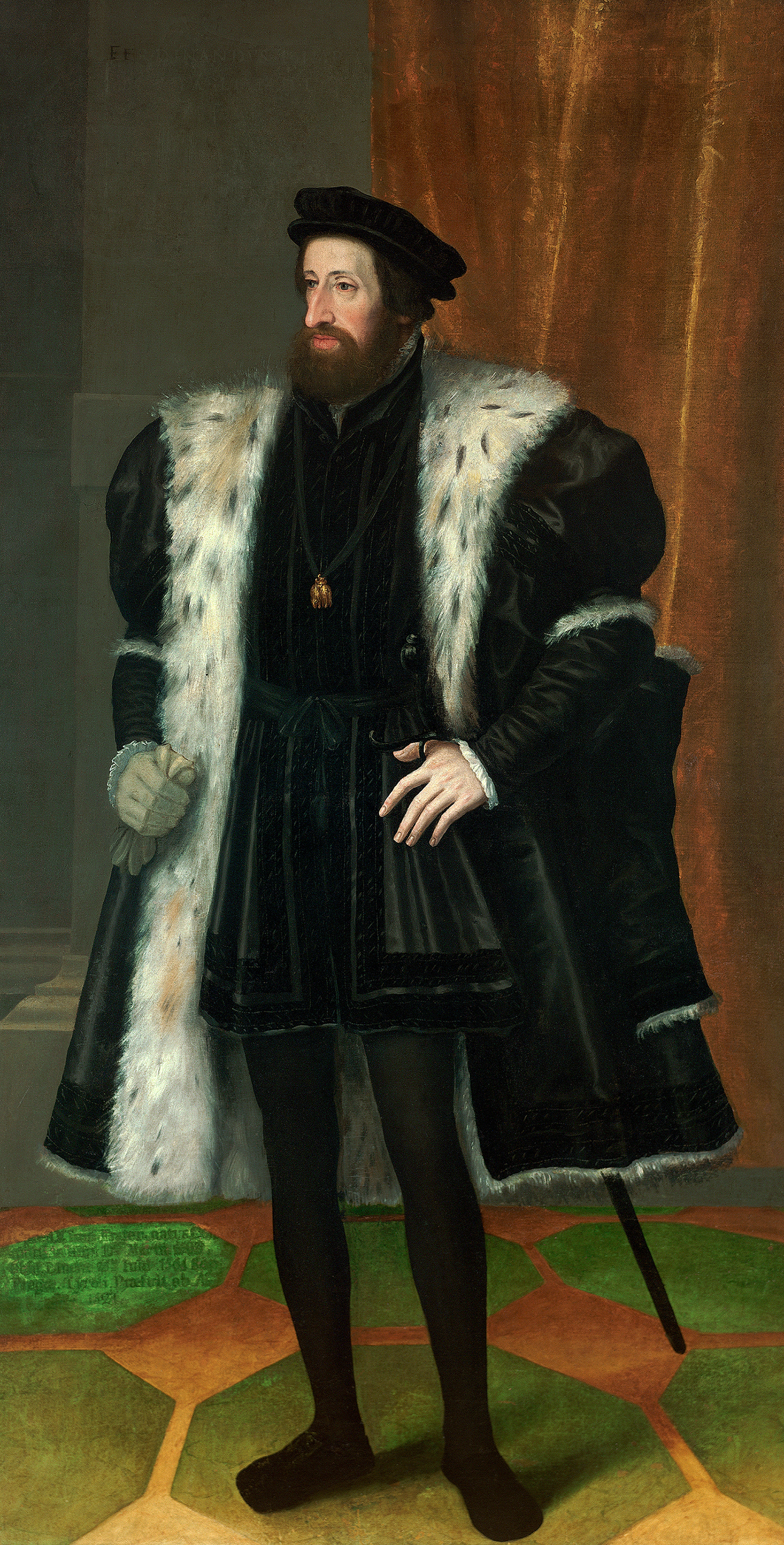
Ferdinand I. představoval panovníka s velkým vladařským nadáním

V roce 1528 odebral Ferdinand Šlikům právo dobývat v Jáchymovských dolech stříbro a razit mince . Formálně bylo toto rozhodnutí potvrzeno roku 1534 v Narovnání o hory a kovy mezi Ferdinandem a českými stavy.

### První stavovské povstání
Opozice mezi panovníkem a stavy nabývala na intenzitě. Skryté spory vyvrcholily mezi lety 1546-1547. V té době probíhala válka mezi katolickými Habsbursky a jejich protestantskou opozicí v Říši, která roku 1531 vytvořila Šmalkaldský spolek. Ferdinand vystupoval pochopitelně jako hlavní spojenec svého bratra a pod záminkou, že konflikt ohrožuje české země, svolal bez souhlasu stavů zemskou hotovost (branné síly země) do prostoru kolem Kadaně. Vojáci se scházeli jen velmi liknavě a zima 1546 přerušila válečné operace. Podruhé sáhl Ferdinand ke svolání zemské hotovosti v roce 1547 k Litoměřicím. Takováto troufalost pohnula českými stavy natolik, že vydali prohlášení, ve kterém se ohrazovali proti Ferdinandovu jednání a prohlásili, že král porušil zemské zákony. Čeští stavové se rozhodli svolat svou zemskou hotovost a postavit ji proti králi. Chvíli poté následovalo rozčarování českých stavů, když se k nim odmítli přidat stavy z Moravy a Slezska. Habsburkové toho roku porazili protestantskou opozici u Mühlberka a Ferdinand tak mohl své síly vrhnout proti silám českého odporu. V českém táboře propukla panika. Odboj se prakticky rozpadl a vyděšení stavové se vydali do Litoměřic, aby panovníka ubezpečili o své věrnosti a k drobným bojům došlo jen na několika místech v Praze.
Ferdinand po potlačení povstání nechal popravit po dvou představitelích nižší šlechty a měst. Zkonfiskoval majetek řady šlechticů (zejména těm českobratrského vyznání) a výrazně omezil pravomoci královských měst.
Tím dostala stavovská moc první vážnější ránu.

## Přímá cesta k absolutismu po bitvě na Bílé hoře
Porážka českého povstání v bitvě na Bílé hoře 8.11.1620 ponechávala Habsburkům zcela volnou ruku v rozhodování o dalším osudu jejich držav. Nejdříve přistoupili k rekatolizačním snahám. Záhy po bitvě byli ze země vykazování nekatoličtí kněží, v roce 1622 byla pražská univerzita dána do rukou jezuitům a v roce 1624 zakazovaly královské patenty nekatolíkům nakládat s majetkem a obyvatelům měst a venkova bylo zakázáno nekatolické náboženství. V roce 1627 pak další patent nařizoval i šlechtě přestoupit ke katolictví nebo opustit zemi.
Konečně roku 1627 bylo vydáno Obnovené zřízení zemské, kterým bylo Habsburkům přiznáno dědičné držení českého trůnu, katolické vyznání bylo prohlášeno na jediné povolené a v osobě panovníka se od té doby spojuje nejvyšší moc zákonodárná, výkonná i soudní. Zemské soudy pouze projednávaly panovníkovy návrhy, jež se většinou týkaly pouze schválení výše berní částky.

## Barokní velmoc rakouských Habsburků za Leopolda I. (1657-1705) a utužení poddanství
Postavení vesnických a zčásti i městských poddaných se během 17. století výrazně zhoršilo. Vrchnosti na nich vyžadovaly čím dál větší robotní práci a snažila se sedláky pevněji připoutat k půdě. Vrchnosti byla panovníkem tradičně dána správní pravomoc na nejnižší instanci, tedy v rámci svého patrimonia (dědičném vlastnictví, v tomto případě velkostatku apod.)
Poddaní bez souhlasu vrchnosti nesměli:
- uzavírat manželství
- stěhovat se ani v rámci panství, natož mimo něj
- studovat a nebo se učit řemeslu
- osiřelé děti musely do dospělosti sloužit na panství

Není se proto čemu divit, že mezi poddanými rostla nespokojenost, která zákonitě vyústila v selské rebelie. Některé z nich měly petiční charakter a jiné přerostly v ozbrojené povstání. V souvislosti s jarními pracemi roku 1680 zaslali sedláci panovníku Leopoldovi I. petici, ve které ho žádali o zmírnění svých robotních povinností. Leopold v té době zrovna pobýval v Čechách, kam se "uklidil" před morovou nákazou řádící v alpských zemích, a sedláci tak chtěli jeho přítomnosti využít. Leopoldovou odpovědí jim byl zákaz vydávání jakýchkoli dalších petic a zrušení veškerých (sedláky domnělých) privilegií, na které se odvolávali. Následně Leopold proti vzbouřencům vyslal vojsko, které rebely rozprášilo (např. během střetnutí u Čestína na Kutnohorsku nebo bojů na Ovčím vrchu u Bezdružic). Jednotlivci byli odsouzeni k popravě a nebo nuceným pracím. Pro úplnost uveďme příklad rychtáře Ondřeje Stelziga z Řasnic na Frýdlantsku, který byl vyslán do Uher, kde musel pracovat při opevnění měst.
Tečku za selskou rebelií udělal Leopold vydáním robotního patentu ze dne 28.6.1680, který vymezoval a ukotvoval vzájemný vztah vrchnosti a poddaných. Patent sice vymezoval maximální možný počet robotních dnů, ale na druhou stranu tím Leopold de facto uzákonil dosavadní zatížení poddaných. Poprvé v dějinách českých zemí tak vstoupil do vztahu mezi vrchností a poddanými panovník jakožto ztělesnění státní moci, která bude v následujícím století vrchnostenskou svévoli výrazněji omezovat.
Za Leopoldovy vlády docházelo k centralizaci a pevnějšímu sepětí jednotlivých habsburských držav v rámci Habsburské monarchie (státu se sice neoficiálně říkalo Rakouské císařství, to však ve skutečnosti vzniklo až roku 1804, a proto je označení "Habsburská monarchie" přesnější). Bylo tomu tak zejména kvůli neustálé hrozně u uherských hranic v podobě rozpínavé Osmanské říše. Habsburská monarchie na sebe vzala úlohu ochránce evropské civilizace. Byly vytvářeny ústřední úřady ve Vídni, do kterých byla dosazována dvorská šlechta. Po porážce osmanské hrozby a uzavření míru v Srěmských Karlovicích roku 1699 turecké nebezpečí navždy ustalo, ale silný a centralisticky pojatý stát Habsburků ve střední Evropě zůstal.

## České země v první polovině 18. století
Pokročení centralizace a potlačení samostatného pojetí vlády v českých zemích značila také vláda Josefa I. (1705-1711). Ten se totiž jako první Habsburk nenechal korunovat českým králem.
Jeho nástupce Karel VI. vydal 19. dubna 1713 proslulou Pragmatickou sankci, kterou v roce 1720 přijala šlechta všech tří dynastických celků (zemí českých, rakouských a uherských), která měla stále v paměti tahanice o královský trůn v nedávné válce o španělské dědictví. Čeští stavové se tak zavázali bránit nedělitelnost monarchie.
U vídeňského dvora panovaly falešné představy, že celostátnímu hospodářství prospějí monopolní výsady státu na výrobu železného zboží, skla, hedvábí a na obchod se solí a tabákem. Stal se však pravý opak a pokles zisků postihl celou monarchii. Karla velmi ovlivnilo španělské prostředí, ve kterém v mládí pobýval; tento vliv se pak promítl do jeho náboženské politiky. České země stihla z Karlovy vůle nová vlna rekatolizace. V prosinci 1717 byl vydán císařský patent proti podloudnému dovozu nekatolických knih a proti tajnému působení nekatolických kazatelů. Jelikož tato nařízení neměla požadovaný efekt, následoval v roce 1726 další patent, který usvědčeným nekatolíkům hrozil trestem nucených prací nebo vykázáním do Uher, kde byli jinověrci trpěni. Českými zeměmi následně prošla nová vlna emigrace, zejména do Braniborska a dalších německých zemí.

### Postavení poddaných
Již zmíněný patent Leopolda I. z roku 1680 byl v roce 1712 rozšířen i pro Moravu. Postavení poddaných v českých zemích bylo stále horší a horší. Stávalo se pro ně velmi obtížné dostát všem robotním povinnostem a zároveň se postarat o svá hospodářství.
V roce 1716 propukly v jižních a jihovýchodních Čechách rolnické nepokoje, které se nepodařilo potlačit vyjednáváním a muselo být použito síly. Rok nato byl vydán druhý robotní patent, který sice stanovil maximální délku pracovního dne na panských pozemcích, ale jinak potvrzoval nařízení Leopolda z roku 1680. Karlův reskript z roku 1721 nařizoval úředníkům nestranně prošetřit všechny stížnosti rolníků na kruté zacházení ze strany šlechty. Motivem byly Karlovi patrně obavy z dalších selských rebelií, které by musel krvavě potlačit. V lednu 1733 pak vydal Karel třetí robotní patent, který v podstatě jen rozváděl nařízení předchozích dvou. Nelibost poddaných na sebe nenechala dlouho čekat. Při potlačení nepokojů už však nebylo přikročeno k žádným drakonickým trestům.
V listopadu 1731 byl Karlovým jménem vydán významný generální cechovní patent s platností pro Čechy, kterým stát přikročil k podpoře volného podnikání a volné výroby. Toto nařízení vystupovalo proti výsadnímu postavení řemeslných cechů. V obchodu a výrobě mohly tedy být uplatněny prvky volné soutěže.

## Osvícenský absolutismus

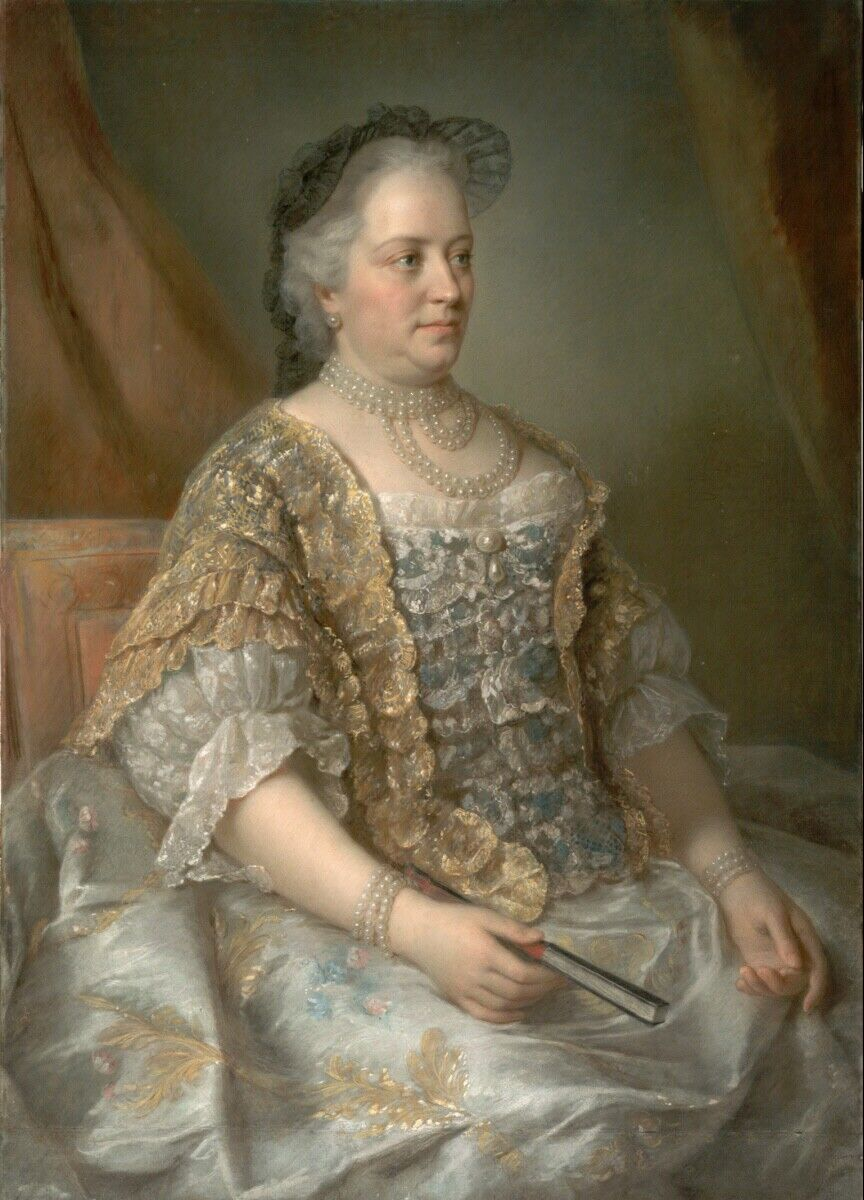
Marie Terezie byla jedinou českou královnou.

V 18. století docházelo v řadě evropských států k tomu, že panovníci využívali pod vlivem osvícenství svou absolutní moc k prosazování bezpočtu reforem. Tomuto procesu se někdy říká "revoluce shora". V českých zemích jsou spojeny s vládou Marie Terezie (1740-1780) a především s panováním jejího syna Josefa II. (1780-1790).

### Tereziánské reformy
Mezi nejvýznamnější reformy Marie Terezie patří:
- dovršení procesu centralizace státní správy
- vytvoření tereziánských katastrů
- zavedení celní unie jako ochrana před zahraniční konkurencí pro podnikatele
- zavedení jednotné měny (1 tolar = 2 zlaté) a papírových peněz (tzv. bankocetlí)
- v roce 1770 zavedení číslování domů (do té doby se používalo označení jako "dům u Bílého koně" apod.)
- roku 1773 zrušení jezuitského řádu
- v roce 1775 vydání robotního patentu, který zmírnil robotní povinnost
- v roce 1774 přijetí Felbigerova Všeobecného školního řádu, čímž se zavedla vzdělávací povinnost pro chlapce i dívky (nikoliv povinná školní docházka, která je záležitostí až 19. století)

### Josefinismus
V osobě Josefa II. nastoupil na panovnický trůn největší reformátor v dějinách Habsburské monarchii. Již od roku 1765, kdy zemřel jeho otec František Štěpán Lotrinský, se Josef spolupodílel na vládě se svou matkou. Během své desetileté vlády vydal přes 6000 reforem, tedy v průměru téměř dvě denně. Většina z nich byla však po jeho smrti zrušena. Mezi Josefovy nejdůležitější reformy patří:
- zrušení klášterů, které nevykazovaly prospěšnou činnost
- zavedení němčiny jako úředního jazyka a vyučovacího jazyka na univerzitách
- zrušení církevního monopolu katolické církve vydáním tolerančního patentu
- zrušení nevolnictví
- zavedení stálých a neměnných příjmení

## Absolutismus v 19. století
Po napoleonských válkách stála před nejen absolutními monarchy Evropy otázka dalšího uspořádání kontinentu. Rakouské císařství při diplomatických jednáních na Vídeňském kongresu zastupoval vedle císaře také Klemens Metternich. Byl jedním z těch, kteří se zasadili o vznik Svaté aliance, která měla za úkol dozorovat nad dodržováním statu quo. Touha po neměnnosti také vyplňuje Františkovo panování.